# Ball-Gletscher (Viktorialand)
Der Ball-Gletscher ist ein 11 km langer Gletscher im ostantarktischen Viktorialand. In der Royal Society Range fließt er vom Gebiet zwischen Mount Lister und Mount Hooker in nordöstlicher Richtung zwischen den Gebirgskämmen Craw Ridge und Tasman Ridge zum Blue Glacier.
Das New Zealand Geographic Board benannte ihn nach dem neuseeländischen Bergsteiger Gary Ball (1953–1993), der als Teil einer italienischen Mannschaft in einer von 1976 bis 1977 dauernden Kampagne Mount Lister bestieg, dabei auf diesem Gletscher kampierte und von 1980 bis 1981 zu der Mannschaft des New Zealand Antarctic Research Program gehörte, die das Gebiet um diesen Gletscher erkundete.